# Mbula
Le mbula est une des langues ngero-vitiaz parlée par 4 500 locuteurs,, dans la province de Morobe, le district de Siassi, à l'est d'Umboi, dans six villages et dans un village de Sakar. Il porte aussi les noms de Kaimanga, Mangaaba, Mangaava, Mangaawa, Mangap-Mbula, Mangap et se subdivise en quatre dialectes principaux : le mbula (central), le mbula (du nord), le gauru et le sakar. C'est une langue SVO.

## Écriture
| a | aa | b | d  | e | ee | g | i  | ii | h  |
| k | l  | m | mb | n | nd | ŋ | ŋg | o  | oo |
| p | r  | s | t  | u | uu | w | y  | z  |    |